# Bon Pastor (metrostation)
Bon Pastor is een station van de metro van Barcelona, aan de grens van de stad, in de wijk Bon Pastor binnen het district Sant Andreu. Het in juni 2010 geopende station bedient de lijnen L9 en L10, die het grootste deel van hun traject over hetzelfde spoor rijden. Het ligt, op een diepte van 16 meter, onder de Carrer de Sant Adrià met de toegang op de hoek van deze straat met de Carrer d'Enric Sanchis.
Op de lijnen L9/L10 rijden onbemande metrostellen, waardoor ook op dit station de sporen met doorzichtige schermen volledig van de sporen zijn gescheiden.

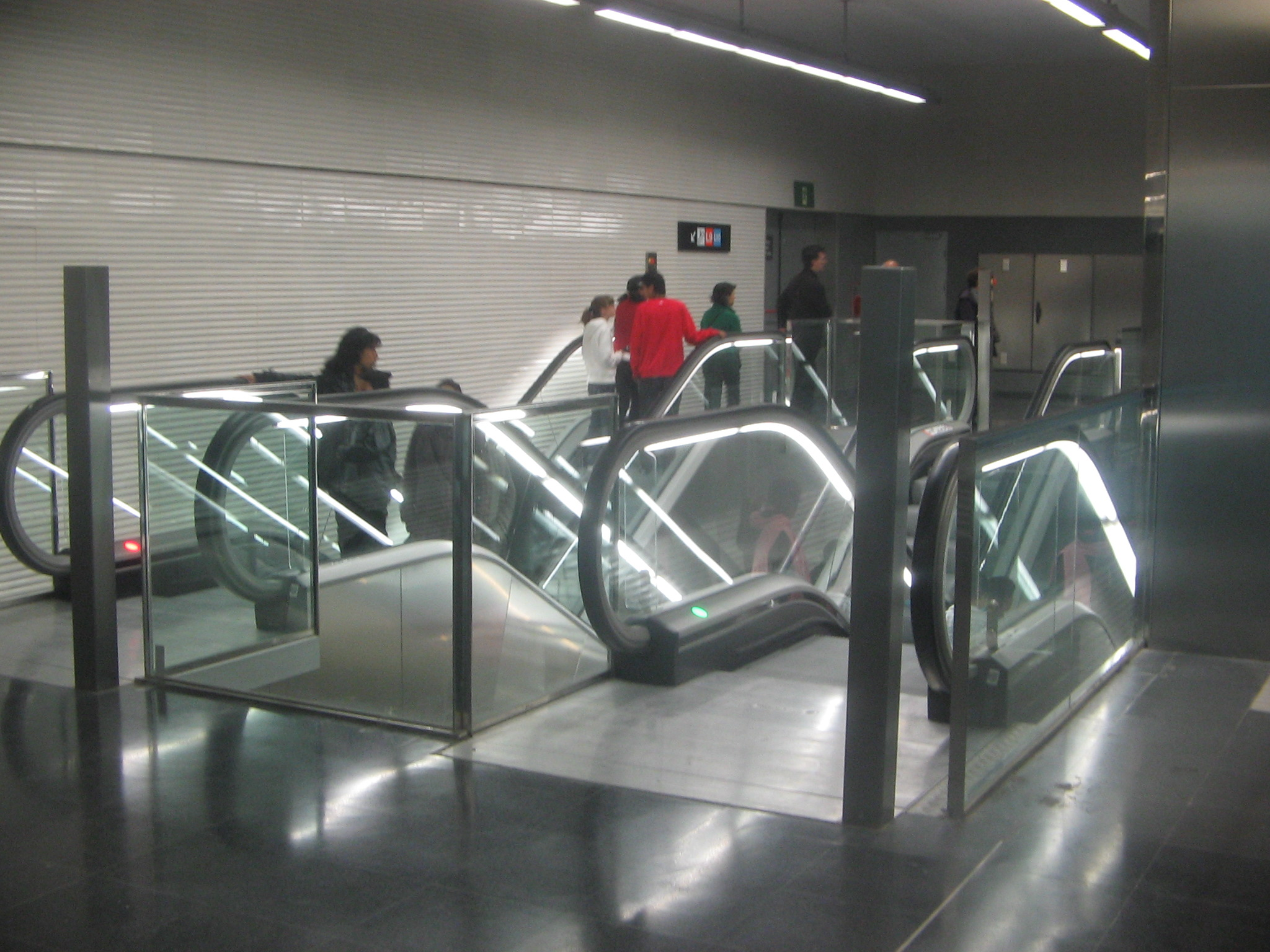
Centrale hal van station Bon Pastor

Lijn 9 Zuid
Aeroport T1 · Aeroport T2 · Mas Blau · Parc Nou · Cèntric · El Prat Estació · Les Moreres · Mercabarna · Parc Logístic · Fira · Europa-Fira · Can Tries - Gornal · Torrassa · Collblanc · Zona Universitària
Lijn 9 Noord
La Sagrera · Onze de Setembre · Bon Pastor · Can Peixauet · Fondo · Santa Rosa · Església Major · Singuerlín · Can Zam
Lijn 10 Zuid
ZAL | Riu Vell · 
Ecoparc · Port Commercial | La Factoria · Zona Franca · Foc · Foneria · Ildefons Cerdà | Ciutat de la Justícia · Provençana · Can Tries | Gornal · Torrassa · Collblanc
Lijn 10 Noord
La Sagrera · Onze de Setembre · Bon Pastor · Llefià · La Salut · Gorg